# II Premis Goya
La II edició dels Premis Goya (oficialment en castellà: Premios Anuales de la Academia "Goya") va tenir lloc al Palau de Congressos de la ciutat de Madrid (Espanya) el 22 de març de 1988 i fa referència a aquelles produccions realitzades el 1987.
La presentació de la gala va anar a càrrec de l'actor Fernando Rey, que ho feu per segon cop.
La gran guanyadora de la nit fou la pel·lícula El bosque animado, dirigida per José Luis Cuerda, que s'endugué 5 Goya dels 8 als que aspirava. Per darrere seu quedà Divinas palabras, de José Luis García Sánchez, que guanyà 4 Goya de les 6 candidatures que tingué. Per la seva part, El Lute: camina o revienta, de Vicente Aranda, i que aspirava als 4 premis més importants no en guanyà cap. A més hi hagué certa polèmica perquè La ley del deseo de Pedro Almodóvar ni tan sols fou seleccionada.

## Nominats i guanyadors
| Millor pel·lícula | Millor director |
| --- | --- |
| - El bosque animado - Divinas palabras - El Lute: camina o revienta | - José Luis Garci per Asignatura aprobada - Vicente Aranda per El Lute: camina o revienta - Bigas Luna per Angoixa                                           |
| Millor actor | Millor actriu |
| - Alfredo Landa per El bosque animado - Imanol Arias per El Lute: camina o revienta - José Manuel Cervino per La guerra de los locos                                                          | - Verónica Forqué per La vida alegre - Victoria Abril per El Lute: camina o revienta - Irene Gutiérrez Caba per La casa de Bernarda Alba                     |
| Millor actor secundari | Millor actriu secundària |
| - Juan Echanove per Divinas palabras - Agustín González per Moros y cristianos - Pedro Ruiz per Moros y cristianos                                                                            | - Verónica Forqué per Moros y cristianos - Marisa Paredes per Cara de acelga - Terele Pávez per Laura a la ciutat dels sants                                 |
| Millor guió | Millor pel·lícula estrangera de parla hispana |
| - Rafael Azcona per El bosque animado - Manolo Matji per La guerra de los locos - Rafael Azcona and Luis García Berlanga per Moros y cristianos                                               | - Lo que importa es vivir de Luis Alcoriza ( Mèxic) - Hombre mirando al sudeste d'Eliseo Subiela ( Argentina) - Un hombre de éxito de Humberto Solás ( Cuba) |
| Millor fotografia | Millor muntatge |
| - Fernando Arribas per Divinas palabras - Javier Aguirresarobe per El bosque animado - Hans Burman per La rusa                                                                                | - Pablo González del Amo per Divinas palabras - Julio Peña per La estanquera de Vallecas - José Luis Matesanz per Mi general                                 |
| Millor so | Millor música |
| - Miguel Ángel Polo i Enrique Molinero Rey per Divinas palabras - Bernardo Menz i Enrique Molinero Rey per El bosque animado - Carlos Faruolo i Enrique Molinero Rey per El pecador impecable | - José Nieto per El bosque animado - Milladoiro per Divinas palabras - Raúl Alcover per Los invitados                                                        |
| Millor direcció artística | Millor vestuari |
| - Rafael Palmero per La casa de Bernarda Alba - Félix Murcia per El bosque animado - Eduardo Torre de la Fuente per La monja alférez                                                          | - Javier Artiñano per El bosque animado - Pepe Rubico per La casa de Bernarda Alba - Javier Artiñano per A los cuatro vientos                                |
| Millor direcció de producció | Millors efectes especials |
| - Marisol Carnicero per Cara de acelga - Mario Morales per Asignatura aprobada - Daniel Vega per Policía                                                                                      | - Francisco Teres per Angoixa - John Collins per Descanse en piezas - Julián Martín per A los cuatro vientos                                                 |
| Goya d'honor | |
| - Rafaela Aparicio (actriu) | |